# Кавалеры ордена Святого Георгия I класса

Список кавалеров ордена Святого Георгия I класса
| №  | Портрет | Имя                                                                          | Титулы, чины | Заслуги | Дата             |
| -- | ------- | ---------------------------------------------------------------------------- | --- | --- | ---------------- |
| 1  |         | Екатерина II Алексеевна                                                      | Императрица и Самодержица Всероссийская                                                                                          | В День учреждения Военного ордена изволила возложить на себя знаки онаго 1-й степени как первый Гроссмейстер ордена. | 26 ноября 1769   |
| 2  |         | Румянцев-Задунайский, Пётр Александрович                                     | граф, генерал-аншеф | В турецкую войну, предводительствуя первою армией и за одержанную над неприятелем 21 июля 1770 года под Кагулом знаменитую победу. | 27 июля 1770     |
| 3  |         | Орлов-Чесменский, Алексей Григорьевич                                        | граф, генерал-аншеф | За храброе и разумное предводительство флотом и одержание знаменитой при берегах Ассийских над турецким флотом победы и совсем оной истребивший. | 22 сентября 1770 |
| 4  |         | Панин, Пётр Иванович                                                         | граф, генерал-аншеф | За мужественное и благоразумное предводительство во вверенной ему в турецкую войну армией противу столь отчаянно и с великою силою неприятелем защищаемой крепости Бендер и покорение оной с ея замком. | 8 октября 1770   |
| 5  |         | Долгоруков-Крымский, Василий Михайлович                                      | князь, генерал-аншеф | В турецкую войну предводительствуя второю армией и за одержанныя им при взятии Перекопа и Кефы 1771 года июня 14 и 29 числа знаменитыя победы. | 18 июля 1771     |
| 6  |         | Потёмкин-Таврический, Григорий Александрович                                 | князь, генерал-фельдмаршал | В воздаяние усердия к Отечеству, искусства и отличнаго мужества, с которыми предводительствуя армиею Екатеринославскою и флотом на Чёрном море и одержав важныя над неприятелем России и всего христианства поверхности, предуспел покорить оружию город и крепость Очаков. | 16 декабря 1788  |
| 7  |         | Суворов-Рымникский, Александр Васильевич                                     | граф, генерал-аншеф | Во Всемилостивейшем уважении на особливое усердие, которым долговременная его служба была сопровождаема, радение и точность в исполнении предложений главнаго начальства, неутомимость в трудах, предприимчивость, превосходное искусство и отличное мужество во всяком случае, наипаче же при атаке многочисленных турецких сил, верховным визирем предводимых в 11 день сентября на реке Рымнике оказанное, где он с войсками Российскими и с корпусом союзника России, Его Величества Императора Римскаго под командою принца Саксен-Кобургскаго находящимся, совершенную над неприятелем одержал победу. | 18 октября 1789  |
| 8  |         | Чичагов, Василий Яковлевич                                                   | адмирал | Во Всемилостивейшем уважении на отличныя заслуги его, когда он предводительствуя морскими силами в Балтийском море, после поражения неприятеля при Ревеле, держал в блокаде корабельный и галерный флоты в Выборгском заливе, напоследок 22-го июня одержал над ними знаменитую победу с истреблением и пленением многих неприятельских кораблей, фрегатов и других судов. | 26 июля 1790     |
| 9  |         | Репнин, Николай Васильевич                                                   | князь, генерал-аншеф | Во уважение особливаго усердия, которым долговременная его служба была сопровождаема, радения и точности в исполнении предложений главнаго начальства, искусства и отличнаго мужества в разных случаях оказаннаго и особливо при атаке с войсками под его командою находящимися армии турецкой под предводительством верховнаго визиря Юсуф-паши за Дунаем при Мачине в 28-й день июня, одержав над нею совершенную победу. | 15 июля 1791     |
| 10 |         | Голенищев-Кутузов, Михаил Илларионович                                       | князь Смоленский, генерал-фельдмаршал                                                                                            | За поражение и изгнание неприятеля из пределов России в 1812 году. | 12 декабря 1812  |
| 11 |         | Барклай-де-Толли, Михаил Богданович                                          | граф, генерал от инфантерии | За поражение французов в сражении при Кульме 18 августа 1813 года. | 19 августа 1813  |
| 12 |         | Карл-Иоанн, он же Жан Бернадот (впоследствии Король Шведский Карл XIV Юхан). | Наследный Принц Шведский | За поражение французов в сражении при Денневице 25 августа 1813 года. | 30 августа 1813  |
| 13 |         | Блюхер, Гебгардт-Леберехт                                                    | князь Вальштатский, генерал-фельдмаршал прусской службы                                                                          | За трехдневный бой под Лейпцигом 4-го, 6-го и 7-го октября 1813 года. | 8 октября 1813   |
| 14 |         | Шварценберг, Карл-Филипп                                                     | князь, герцог Круммау, генерал-фельдмаршал австрийской службы                                                                    | За поражение Наполеона в трех дневном бою под Лейпцигом 4-го, 6-го и 7-го октября 1813 года. | 8 октября 1813   |
| 15 |         | Веллингтон, Артур Веллеслей                                                  | герцог, генерал-фельдмаршал британской и российской службы                                                                       | За успешные действия против французов в войну 1814 года. | 28 апреля 1814   |
| 16 |         | Беннигсен, Леонтий Леонтьевич                                                | граф, генерал от кавалерии | За успешные действия против французов в войну 1814 года. | 22 июня 1814     |
| 17 |         | Людовик (Луи-Антуан) де Бурбон                                               | герцог Ангулемский | За успешное окончание войны с Испанией. | 22 ноября 1823   |
| 18 |         | Паскевич-Эриванский, Иван Фёдорович                                          | граф, генерал-адъютант, генерал от инфантерии                                                                                    | За взятие Эрзерума, поражение турок при с. Каинлы и Милли-Дюзе и успешное окончание войны. | 27 июля 1829     |
| 19 |         | Дибич-Забалканский, Иван Иванович                                            | граф, генерал-адъютант, генерал от инфантерии                                                                                    | За успешное окончание войны с Турцией в 1829 году. | 12 ноября 1829   |
| 20 |         | Радецкий, Йозеф                                                              | граф, генерал-фельдмаршал Австрийской службы, генерал-фельдмаршал Российской армии                                               | За взятие города Милана 6-го августа 1848 года. | 27 августа 1848  |
| 21 |         | Александр II Николаевич                                                      | Император и Самодержец Всероссийский                                                                                             | Возложен в честь 100-летия учреждения Военного ордена Святого Великомученика и Победоносца Георгия. | 26 ноября 1869   |
| 22 |         | Вильгельм I                                                                  | Король Прусский | Высочайше пожалован в столетний юбилей Ордена Святого Георгия, как имевший Орден Святого Георгия 4-го класса за отличие, выказанное в войну 1814 года. | 26 ноября 1869   |
| 23 |         | Альбрехт Фридрих Рудольф                                                     | эрцгерцог Австрийский, генерал-фельдмаршал Австрийской службы                                                                    | Пожалован во время визита в Варшаву в качестве представителя от Австро-Венгрии на открытии памятника генерал-фельдмаршалу графу И. Ф. Паскевичу-Эриванскому, князю Варшавскому. | 20 июня 1870     |
| 24 |         | Михаил Николаевич                                                            | Великий Князь, генерал-адъютант, генерал от артиллерии, Главнокомандующий Кавказской Армией, Наместник Его Величества на Кавказе | За разбитие наголову Кавказскими войсками, под личным предводительством Его Высочества, армии Мухтара-Паши в кровопролитном бою, 3-го октября 1877 года, на Аладжинских высотах и принуждение большей части оной сложить оружие. | 9 октября 1877   |
| 25 |         | Николай Николаевич Старший                                                   | Великий Князь, генерал-адъютант, инженер-генерал, Главнокомандующий Дунайской Армией                                             | За овладение 28-го Ноября 1877 года, твердынями Плевны и пленение армии Османа-Паши, упорно сопротивлявшейся, в течение пяти месяцев, доблестным усилиям, находившихся под предводительством Его Высочества войск. | 29 ноября 1877   |